# Dirty John (Fernsehserie)
Dirty John ist eine US-amerikanische True-Crime-Serie. Die erste Staffel erzählt davon, wie der Trickbetrüger John Meehan die erfolgreiche, aber einsame Geschäftsfrau Debra Newell für sich einnimmt und gegen den Wunsch ihrer Töchter heiratet. Als sein soziopathischer Charakter und offensichtliche Lügen über seine Vergangenheit zu Tage treten, versucht Debra ihn zu verlassen, verfällt jedoch erneut seinem Charme. Als sie sich endgültig von ihm abwendet, beginnt er, Debra und ihre Familie zu terrorisieren.
Die Story erzählt in fiktionalisierter Form von tatsächlichen Ereignissen und basiert auf dem gleichnamigen Podcast von Christopher Goffard, einem Journalisten der Los Angeles Times. Eric Bana und Connie Britton spielen die Hauptrollen, Juno Temple und Julia Garner verkörpern Newells Töchter.
Die erste Staffel hatte am 25. November 2018 beim US-Sender Bravo Premiere und wurde am 14. Februar 2019 weltweit vom Streaming-Anbieter Netflix veröffentlicht. Parallel dazu erschien die Dokumentation Dirty John: The Dirty Truth, die die Betroffenen sowie weitere Opfer von John Meehan zu Wort kommen lässt.
Dirty John soll als Anthologieserie fortgesetzt werden. Im Mai 2020 wurde eine zweite Staffel veröffentlicht, die ebenfalls auf einem tatsächlichen Fall basiert.

## Handlung
Die wohlhabende Innen-Architektin Debra Newell aus Newport Beach lernt über eine Online-Partnervermittlung den vermeintlichen Arzt John Meehan kennen. Sie verlieben sich ineinander und ziehen zusammen. Debras Töchter Veronica und Terra stehen John misstrauisch gegenüber und recherchieren über seine Vergangenheit. Schließlich heiraten Debra und John. Veronica versucht ihre Mutter auf Johns Vergangenheit aufmerksam zu machen, doch diese möchte davon zunächst nicht wissen, bis sie selbst misstrauisch wird und Dokumente zu seiner Vergangenheit in seiner Schublade findet.
In einer Rückblende erfährt man etwas zu Johns früherer Ehe mit der Krankenschwester Tonia Sells, die ihn finanziell unterstützte, um so seine Ausbildung zum Krankenpfleger mit dem Spezialgebiet Anästhesie zu ermöglichen. John jedoch verhielt sich ihre gegenüber zunehmend aggressiv, was zur Scheidung führte.
Debra kontaktiert eine Anwältin, da sie John verlassen möchte. Als John plötzlich im Krankenhaus stationär behandelt wird, nutzt Debra die Gelegenheit, um das Haus auszuräumen und in eine Wohnung zu ziehen. Wenig später besucht sie ihn im Krankenhaus und stellt ihn zur Rede, doch er schiebt die Schuld auf die Medikamente, die er einnimmt. Es stellt sich heraus, dass John abhängig ist von den Schmerzmitteln, die er gestohlen hatte. In einer weiteren Rückblende wird von Debras Schwester und Tobys Mutter Cindy berichtet, die von Tobys Vater erschossen wurde.
Als John aus dem Krankenhaus entlassen wird, ziehen er und Debra wieder zusammen in das ehemalige Haus. Debras Familie ist schockiert und entfernt sich zunehmend. Sie pflegt John, der aufgrund seiner Medikamente körperlich sehr eingeschränkt ist. Er verspricht Debra, dass er für sie clean werden will. In einer Rückblende über Johns Entlassung aus dem Gefängnis sieht man, dass er zeitweise im Wohnmobil seiner Schwester wohnte. Debra findet schließlich weitere Medikamente im Haus versteckt.
John verhält sich Debras Töchtern gegenüber zunehmend unangemessen. Debra wird sehr misstrauisch ihm gegenüber und möchte ihn erneut verlassen. Sie kontaktiert einen Anwalt und zieht aus dem Haus aus. In der Folge wird John aggressiv. Debra zeigt ihn wegen diverser Delikte an, was jedoch vorerst ohne Erfolg bleibt. Als er Debras Auto stiehlt und anzündet, wird er festgenommen. Die Polizei kann jedoch keine Beweise gegen ihn sichern. Veronica ertappt John vor ihrer Wohnung, woraufhin dieser flieht. Sie bewacht in der Nacht Terras Wohnung, weil sie Angst um ihre Sicherheit hat. Am nächsten Tag attackiert John Terra schließlich mit einem Messer, doch sie kann die Waffe in ihren Besitz bringen und ihn verwunden. Die Verletzungen führen zu seinem Hirntod. Die Staatsanwaltschaft erhebt keine Anklage gegen Terra. Debra willigt in ein Interview mit der Los Angeles Times ein, um die geschehenen Ereignisse publik zu machen.

## Besetzung und Synchronisation
Die deutschsprachige Synchronisation der ersten Staffel entstand unter der Dialogregie von Patrick Winczewski und Constantin von Jascheroff durch die Synchronfirma Christa Kistner Synchronproduktion GmbH in Berlin.
| Rolle                  | Schauspieler    | Bild | Hauptrolle | Nebenrolle                 | Synchronsprecher   |
| ---------------------- | --------------- | --- | ---------- | -------------------------- | ------------------ |
| Debra Newell           | Connie Britton  | Connie Britton in einem schulterfreies, funkelndes Abendkleid, lächelt in die Kamera. Das Kleid scheint aus einem glitzernden Material wie Pailletten gefertigt zu sein und passt sich eng an die Körperform an, wodurch die Silhouette betont wird. Es reflektiert das Licht, wodurch ein glamouröser Effekt entsteht. Conni Britton hat langes, welliges Haar, das auf eine Seite gestylt ist, was zu ihrem eleganten Aussehen beiträgt. Im Hintergrund des Bildes sind weitere Personen zu erkennen, die teilweise sichtbar und ebenfalls formell gekleidet sind. Außerdem befindet sich eine grüne Pflanze im Hintergrund, die etwas Natürlichkeit in die Szene bringt. | 1.01–1.08  |                            | Sabine Arnhold     |
| John Meehan            | Eric Bana       | Eric Bana | 1.01–1.08  |                            | Benjamin Völz      |
| Veronica Newell        | Juno Temple     | Juno Temple | 1.01–1.08  |                            | Josephine Schmidt  |
| Terra Newell           | Julia Garner    | Julia Garner | 1.01–1.08  |                            |                    |
| Arlane Hart            | Jean Smart      | Jean Smart |            | 1.01–1.02, 1.04, 1.07–1-08 | Katharina Lopinski |
| Nancy                  | Keiko Agena     | |            | 1.01–1.02, 1.07–1-08       | Susanne Geier      |
| Michael O’Neil         | Jeff Perry      | Jeff Perry |            | 1.06–1.08                  |                    |
| Toby Newell            | Kevin Zegers    | Kevin Zegers |            | 1.02, 1.04, 1.08           | Jannik Endemann    |
| Trey                   | Jake Abel       | Jake Abel |            | 1.01–1.02, 1.05            | Dennis Sandmann    |
| Privatdetektivin       | Judy Reyes      | Judy Reyes |            | 1.02–1.03                  |                    |
| Tonia Sells            | Sprague Grayden | Sprague Grayden |            | 1.03, 1.06                 |                    |
| Denise Meehan-Shepard  | Joelle Carter   | Joelle Carter |            | 1.05, 1.08                 |                    |
| Detective Marco Layton | Brent Anderson  | |            | 1.01, 1.08                 |                    |

## Episodenliste
| Nr. | Deutscher Titel                           | Originaltitel                     | Erstausstrahlung USA | Deutschsprachige Erstveröffentlichung (D/A/CH) | Regie          | Drehbuch                              |
| --- | ----------------------------------------- | --------------------------------- | -------------------- | ---------------------------------------------- | -------------- | ------------------------------------- |
| 1 | Betretbare Träume                         | Approachable Dreams               | 25. Nov. 2018        | 14. Feb. 2019                                  | Jeffrey Reiner | Alexandra Cunningham                  |
| Debra Newell verliebt sich in den vermeintlichen Arzt John Meehan. Ihre Töchter Veronica und Terra sehen dies kritisch und recherchieren über John. Debra und John ziehen zusammen und heiraten schließlich. |                                           |                                   |                      |                                                |                |                                       |
| 2 | Warnzeichen                               | Red Flags and Parades             | 2. Dez. 2018         | 14. Feb. 2019                                  | Jeffrey Reiner | Evan Wright                           |
| Veronica versucht ihre Mutter auf die Vergangenheit Johns aufmerksam zu machen. Diese möchte davon zunächst aber nicht wissen, bis sie selbst misstrauisch wird und Dokumente zu seiner Vergangenheit in seiner Schublade findet.                                                                                          |                                           |                                   |                      |                                                |                |                                       |
| 3 | Erinnere dich, dass ich es war            | Remember It Was Me                | 9. Dez. 2018         | 14. Feb. 2019                                  | Jeffrey Reiner | Diana Son                             |
| In einer Rückblende erfährt man etwas über Johns früherer Ehe. Debra möchte John verlassen und zieht in eine Wohnung, während dieser im Krankenhaus behandelt wird. |                                           |                                   |                      |                                                |                |                                       |
| 4 | Granatsplitter                            | Shrapnel                          | 16. Dez. 2018        | 14. Feb. 2019                                  | Jeffrey Reiner | Alexandra Cunningham & Sinead Daly    |
| In einer weiteren Rückblende erfährt man etwas über den Tod von Debras Schwester Cindy, der Mutter von Toby. Sie wurde von ihrem Ehemann erschossen. |                                           |                                   |                      |                                                |                |                                       |
| 5 | Lord High Executioner                     | Lord High Executioner             | 23. Dez. 2018        | 14. Feb. 2019                                  | Jeffrey Reiner | Christopher Goffard                   |
| John wird aus dem Krankenhaus entlassen und zieht wieder mit Debra zusammen. Ihre Familie ist geschockt und hält die Beziehung zu ihr nun distanziert. Es gibt eine weitere Rückblende über John nach seiner Entlassung aus dem Gefängnis.                                                                                 |                                           |                                   |                      |                                                |                |                                       |
| 6 | Ein Schuh                                 | One Shoe                          | 30. Dez. 2018        | 14. Feb. 2019                                  | Jeffrey Reiner | Alexandra Cunningham & Kevin J. Hynes |
| John verhält sich Debras Töchtern zunehmend unangemessen. Debra möchte ihn erneut verlassen und wird ebenfalls sehr misstrauisch ihm gegenüber. Sie kontaktiert einen Anwalt und zieht aus dem Haus aus, wodurch John ziemlich aggressiv wird.                                                                             |                                           |                                   |                      |                                                |                |                                       |
| 7 | Ritterlichkeit                            | Chivalry                          | 6. Jan. 2019         | 14. Feb. 2019                                  | Jeffrey Reiner | Alexandra Cunningham & Lex Edness     |
| Debra zeigt John wegen diverser Delikte an, was jedoch vorerst ohne Erfolg bleibt. |                                           |                                   |                      |                                                |                |                                       |
| 8 | Diese junge Frau hat verzweifelt gekämpft | This Young Woman Fought Like Hell | 13. Jan. 2019        | 14. Feb. 2019                                  | Jeffrey Reiner | Alexandra Cunningham                  |
| Veronica ertappt John dann vor ihrer Wohnung, der daraufhin flieht. John attackiert Terra am nächsten Tag mit einem Messer, doch sie kann mit der Hilfe ihres Hundes das Messer ergattern und tötet ihn. Die Staatsanwaltschaft erhebt keine Anklage gegen Terra. Debra sagt einem Interview mit der Los Angeles Times zu. |                                           |                                   |                      |                                                |                |                                       |

## Auszeichnungen und Nominierungen
Connie Britton war bei den Golden Globe Awards 2019 als beste Hauptdarstellerin – Mini-Serie oder TV-Film und bei den Critics’ Choice Television Awards 2019 als beste Hauptdarstellerin in einem Fernsehfilm oder einer Miniserie nominiert.
Julia Garner wurde für den Critics’ Choice Television Award nominiert, jedoch in der Kategorie Beste Nebendarstellerin in einem Fernsehfilm oder einer Miniserie.